# Таубе
Та́убе (Taube) — древний дворянский род в Эстляндии. Таубе выходцы из Вестфалии, появляются в Эстляндии и Ливонии в XIV веке. В XVI в. отдельные линии Таубе переселяются в Данию, Швецию, Польшу, Саксонию и Пруссию. Видного положения Таубе достигают в XVII и XVIII вв. в Саксонии и Швеции.

## Происхождение и история рода
Представители рода обосновались в Эстляндии уже в XIV веке и затем расселились оттуда в Польшу, Германию, Данию, Швецию и Россию. Большинство шведских ветвей рода происходит от ландрата Людвига Таубе (ум. в 20-х гг. XVII в.). Его старший сын, Берндт, стал в 1652 году бароном, получив в качестве баронства остров Карлё в Финляндии. Его ветвь вымерла в Швеции, однако сохранилась в Эстляндии (внесена в матрикулы рыцарского собрания в 1752 г.). Внук Людвига, ландрат Эверт Таубе (ум. до 1672), был внесён в матрикулы как шведский дворянин в 1668 году. Его старший сын, адмирал Фредрик Эверт Таубе (ум. 1703), получил в 1692 году титул барона (бароны аф Оденкат). В свою очередь старший сын Фредрика Эверта, Эдвард (Эверт) Дидрик (1681—1751), стал графом в 1734 году и его род был внесён в матрикулы в 1802 г. (графский род Таубе, № 112).
С 1746 года эстляндская ветвь Таубе, не имевшая доказательств происхождения от Эверта Таубе, заседала в Рыцарском собрании под номером его дворянского рода (№ 73). На самом деле родоначальником этой ветви был полковник Выборгского кавалерийского полка Берндт Таубе «фон дер Иссен» (ум. до 1676). Одна из ветвей этого дворянского рода была внесена в матрикулы финляндского дворянского собрания в 1818 году.
В 1572 году один из представителей рода Таубе, Иоганн Таубе, получил в 1572 году от польского короля поместье Зессвеген в Лифляндии и баронский титул. Его правнук, генерал-майор Георг Иоганн Таубе (ум. 1726), был в 1680 году внесён в матрикулы шведского Рыцарского собрания (баронский род аф Сессвеген, № 78, пресёкся в 1786 году). Вероятно, что к этой же ветви рода принадлежал и генерал-губернатор Ингерманландии Якоб Иоганн Таубе (1624—1695), получивший в 1675 году титул барона (баронский род Таубе аф Куддинг), и сын которого, Густав Адам, в 1719 году стал графом (графский род Таубе, № 62).
В Саксонию переселился Иоганн Таубе (1591—1628) — из ветви Hallinap; его сын Иоганн Георг (ум. 10.08.1665) 19 июня 1638 года был возведён императором Фердинандом III в баронское достоинство Священной Римской империи. От него ведут происхождение три линии рода: баварская (угасшая в 1873 году), саксонская (угасшая в XX веке) и русская.
Основатель русской линии — правнук Иоганна Георга, тоже Иоганн Георг (28.02.1750 — 03.04.1830), поселился в России (в Курляндии), взяв в аренду участок земли в казённом имении Рутцау (Рукава), заведовал почтовой конторой, оставаясь прусским подданным. От брака с Елизаветой Шульц (12.07.1777 — 06.06.1848) имел 9 сыновей и 3 дочерей. Большинство сыновей переселились в Петербург и постепенно обрусели. Государственным Советом Российской империи 20 декабря 1865 года за Таубе было признано дворянское достоинство, а 28 декабря 1870 года шести сыновьям Иоганна Георга Таубе было подтверждено право пользования в России их родовым баронским титулом.
Иван Фёдорович Крузенштерн был женат на Юлиане Шарлотте фон Таубе.

### Описание гербов

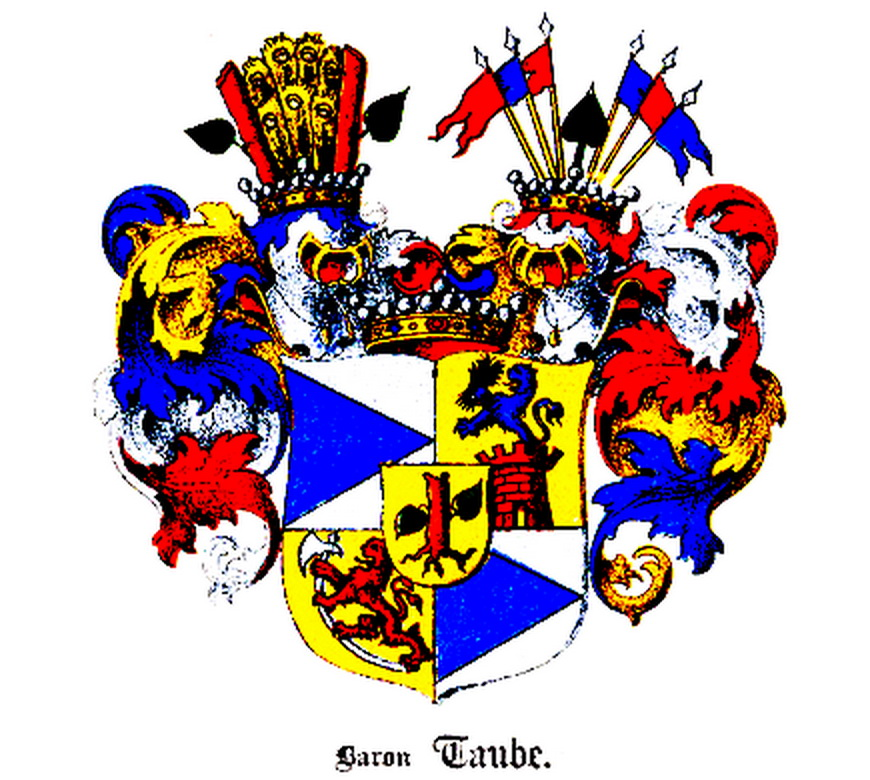
Герб баронов Таубе.

В золотом поле древесный пень, с каждого бока коего висит по одному зеленому листу. На гербе дворянские: шлем и корона, на коей два пня, подобные вышеописанному и между ними павлиний хвост. Намет золотой, подложенный зеленым.
Герб баронов Таубе
Герб баронов Таубе, потомства ландрата барона Берендта: щит разделён на 4 части. В 1-й и в 4-й частях, в серебряном поле, голубая пирамида; во 2-й части, в золотом поле, красная башня, из коей выходит голубой лев с ветвью в руке; в 3-й части, в золотом же поле, красный лев, вправо обращённый, держит в лапах серебряную искривлённую алебарду. Посреди герба щиток с родовым гербом: в золотом поле древесный пень, с каждого бока коего висит по одному зелёному листу.
На щите баронская корона и на ней два шлема с баронскими же коронами; на правом шлеме два пня, подобные вышеописанному и между ними павлиний хвост; на левом шлеме 6 знамён, поочередно красных и голубых, в между ними зелёный древесный лист. Намёт справа красный, подложенный серебром; слева голубой, подложенный золотом.

## Наиболее известные представители

### Шведская ветвь
1. Графская ветвь Таубе (№ 62):
- Густав Адам Таубе (1673—1732), член риксрода, фельдмаршал, губернатор Стокгольма.
- Карл Оскар Таубе (1843—1914), политик.

2. Графская ветвь Таубе (№ 112):
- Эдвард (Эверт) Дидрик Таубе (1681—1751), обер-адмирал, президент Адмиралтейской коллегии, член риксрода.
- Дидрик Хенрик Таубе (1711—1781), вице-адмирал.
- Хедвига Таубе (1714—1744), любовница Фредрика I.
- Арвид Фредрик Таубе (1853—1916), дипломат, министр иностранных дел.

3. Ветвь баронов Таубе аф Оденкат:
- Вильхельм Людвиг Таубе (1690—1750), член риксрода, губернатор Блекинге.
- Эверт Вильхельм Таубе (1737—1799), дипломат.
- Карл Эверт Таубе (1746—1785), придворный проповедник, духовник Густава III.

4. Дворянская ветвь Таубе (№ 734):
- Отто Фредрик Таубе (1832—1906), государственный советник.
- Аксель Эверт Таубе (1890—1976), певец.

### Русская ветвь
- Таубе, Александр Александрович (1864—1919) — генерал-лейтенант, «Сибирский красный генерал».
- Таубе, Василий Фёдорович (1817—1880) — вице-адмирал Русского императорского флота, генерал-адъютант.
- Таубе, Карл Карлович (?—1816) — полковник русской императорской армии, Георгиевский кавалер.
- Таубе, Максим Антонович (1826—1910) — генерал от артиллерии, военный губернатор Семиреченской области и наказной атаман Семиреченского казачьего войска, генерал-губернатор Степного генерал-губернаторства.
- Таубе, Максим Максимович (1782—1849) — генерал, участник войн против Наполеона.
- Таубе, Михаил Александрович (1869—1961) — российский юрист-международник, историк, государственный деятель.
- Таубе, Михаил Фердинандович (1855—1924) — публицист, философ и поэт.
- Таубе, Михаил Михайлович (1894—1936) — монах Агапит Оптинский, сын М. Ф. Таубе, прославленный в лике исповедников.
- Таубе, Фердинанд Иванович (1805—1870) — инженер-полковник,
- Таубе, Фёдор Фёдорович (1857—1911) — Оренбургский губернатор, командир Отдельного корпуса жандармов.